# Президент на Куба
Президентът на Куба е държавният глава на Република Куба. Той се подпомага от вицепрезидент.
Службата в сегашната си форма е създадена съгласно конституцията от 2019 г. Президентът е втората по сила длъжност в Куба и най-високата държавна длъжност. Мигел Диас-Канел става председател на Държавния съвет на 19 април 2018 г., поемайки поста от Раул Кастро и е президент на Куба от 10 октомври 2019 г.
Първият секретар на Комунистическата партия на Куба продължава да бъде най-високопоставената политическа длъжност в Куба. Фидел Кастро заема поста от 1976 до 2011 г., а Раул Кастро от 2011 г. до 8-ия конгрес на Комунистическата партия на Куба, проведен на 16–19 април 2021 г., когато той се оттегля от длъжност.

## История
Според конституцията от 1901 г. Куба има президентска система, базирана на тази на Съединените американски щати.
През 1940 г. нова конституция реформира правителството в полупрезидентска система.
На 2 декември 1976 г. изпълнителната власт е реформирана отново чрез нова държавна конституция, този път в подражание на Съветския съюз. Президентската длъжност е премахната и заменена от колективен държавен глава, Държавен съвет, избран от Националното събрание на народната власт. Въпреки това, за разлика от режима на СССР, където председателите на Президиума на Върховния съвет и Съвета на министрите са различни постове, председателят на Държавния съвет също председателства Съвета на министрите. Освен това, за разлика от английския и руския, испанският не прави разлика между термините "председател/председатель" и "президент/президент", превеждайки и двете като "президент". Така, когато се преведе обратно на английски, използваният термин не е „Председател“ (по прецедент на подобни институции в страни, чиито езици имат разграничение между председател/президент, като СССР и Източна Германия), а по-скоро „Президент“ от общата етимология с испанското "Presidente".
На 24 февруари 2019 г. на референдум е приета друга конституция – настоящата на Куба. При него правителството отново е реорганизирано и са възстановени постовете на президент и министър-председател. Тази реорганизация влиза в сила на 11 октомври 2019 г. Диас-Канел е председател на Държавния съвет до 10 октомври 2019 г. и президент на републиката след тази дата. Съгласно новата конституция длъжността председател на Държавния съвет продължава да бъде отделна роля, подчинена на президента на републиката. Новият документ също ограничава президента до два последователни петгодишни мандата.
В случай на отсъствие, болест или смърт на президента на Куба, вицепрезидентът поема президентските задължения.

## Правомощия
Президентът на Куба е упълномощен да има следните правомощия съгласно конституцията:
1. Предлага на Националното събрание на народната власт, след като бъде избран от този орган, министър-председателя на Куба и членовете на Съвета на министрите;
2. Приема (въз основа на лични предпочитания) оставката на министър-председателя и членовете на Министерския съвет или предлага на Националното събрание на народната власт или на Държавния съвет замяната на който и да е от тези членове, като и в двата случая да предложи съответните заместители;
3. Приема акредитивните писма на ръководителите на делегации на чуждестранни дипломатически мисии. Тази отговорност може да бъде делегирана на всеки от заместник-председателите на Държавния съвет;
4. Поема върховното командване на всички въоръжени сили и определя общата им организация;
5. Председателства Националния съвет по отбрана;
6. Обявява извънредно положение в случаите, предвидени в тази конституция, като обявява решението си, веднага щом обстоятелствата го позволяват пред Националното събрание на народната власт или пред Държавния съвет, ако събранието не може да се събере, в съответствие с правните последици;
7. Подписва декрети-закони и други решения на Държавния съвет и правните разпоредби, приети от Министерския съвет или неговия изпълнителен комитет и организира публикуването им в Държавен вестник на Републиката;
8. Поема всички други задължения, възложени му от Конституцията или от законите на Републиката.